# I. e. 350-es évek
Évszázadok: i. e. 5. század – i. e. 4. század – i. e. 3. század
Évtizedek: i. e. 400-as évek – i. e. 390-es évek – i. e. 380-as évek – i. e. 370-es évek – i. e. 360-as évek – i. e. 350-es évek – i. e. 340-es évek – i. e. 330-as évek – i. e. 320-as évek – i. e. 310-es évek – i. e. 300-as évek
Évek: i. e. 359 – i. e. 358 – i. e. 357 – i. e. 356 – i. e. 355 – i. e. 354 – i. e. 353 – i. e. 352 – i. e. 351 – i. e. 350

## Híres személyek
- III. Alexandrosz makedón király (Nagy Sándor) (I. e. 356 július 20.?–323 június 10.)